# Aedes yunnanensis
Aedes yunnanensis är en tvåvingeart som först beskrevs av Gaschen 1934.  Aedes yunnanensis ingår i släktet Aedes och familjen stickmyggor. Inga underarter finns listade i Catalogue of Life.